# 新居浜港

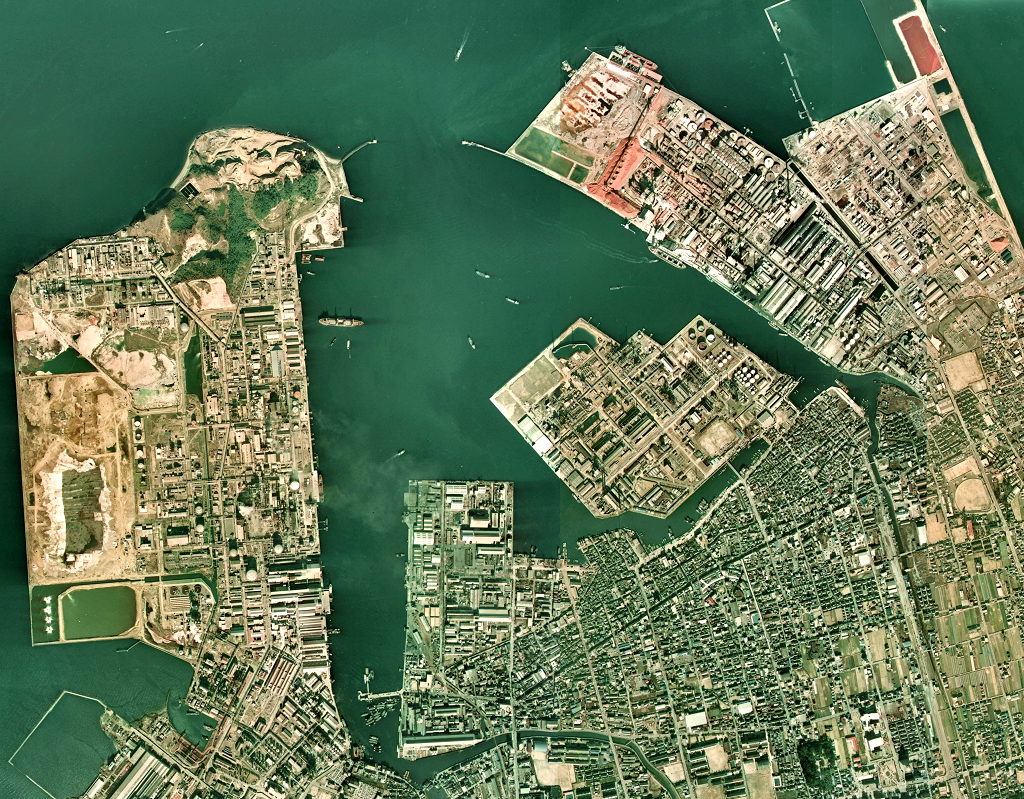
新居浜港本港地区の航空写真（1974年）

新居浜港（にいはまこう）は、愛媛県新居浜市の北西部にある港湾。港湾法上の重要港湾、港則法上の特定港に指定されている。別子銅山で栄えた新居浜の臨海工場地域から銅関連品や物資、旅客などを船舶で輸送するために建設された港である。

## 概要
新居浜港は、概ね御代島（みよしま）- 新居大島 - 阿島を結ぶ範囲であり、一般に御代島 - 国領川間を新居浜本港、旧多喜浜塩田跡に整備された地域を新居浜東港、黒島地域を黒島港と呼ぶ。漁港漁場整備法で指定された沢津、垣生、新居大島の各漁港は新居浜港の港湾区域から除かれる。また御代島以西は愛媛県が管理する東予港東港地区である。
1948年に開港指定された後、1951年に重要港湾に指定された。港湾は、市と住友によって組織された新居浜港務局（ポート・オーソリティ）によって管理運営されている。港湾法に基づく港務局が港湾管理者を務めるのは日本で新居浜港のみである。

## おもな施設

### 本港
御代島 - 国領川間を指す。昭和初期から大規模な埋め立てが進められたことにより、工業港としての港の地位は大きく飛躍した。また、これにより御代島までが陸続きとなった。臨海部のほとんどを、住友化学愛媛工場、住友金属鉱山別子事業所・東予工場、住友共同電力などの住友グループ企業が占有しており、住友グループの私港的性格をもつ。漁業も盛んであることから工場の目の前に漁港が存在しており、「最先端の化学工場と漁港が同居する港」として雑誌で取り上げられたこともある。

#### 主要設備

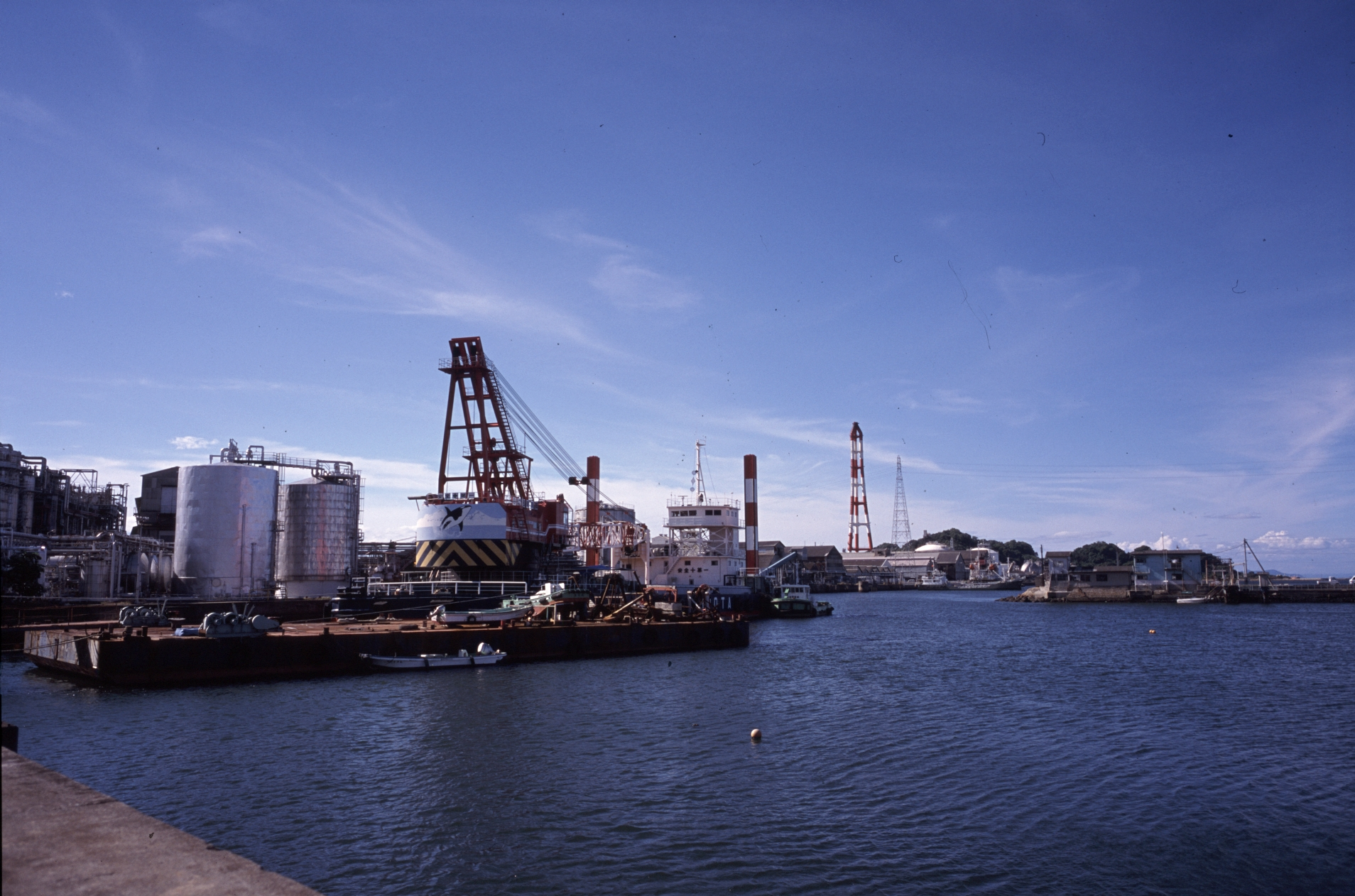
本港
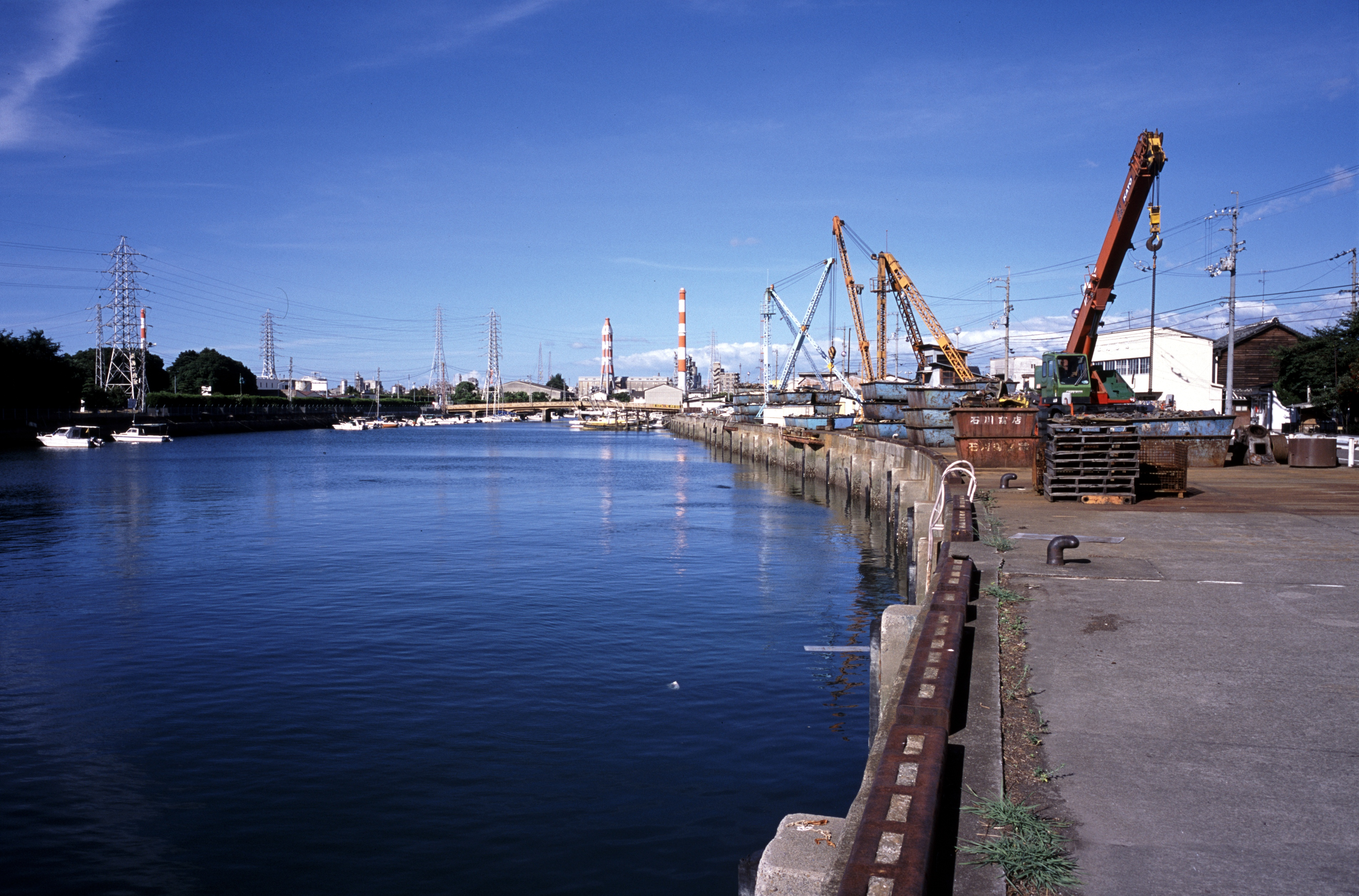
本港にある運河、口屋カナル
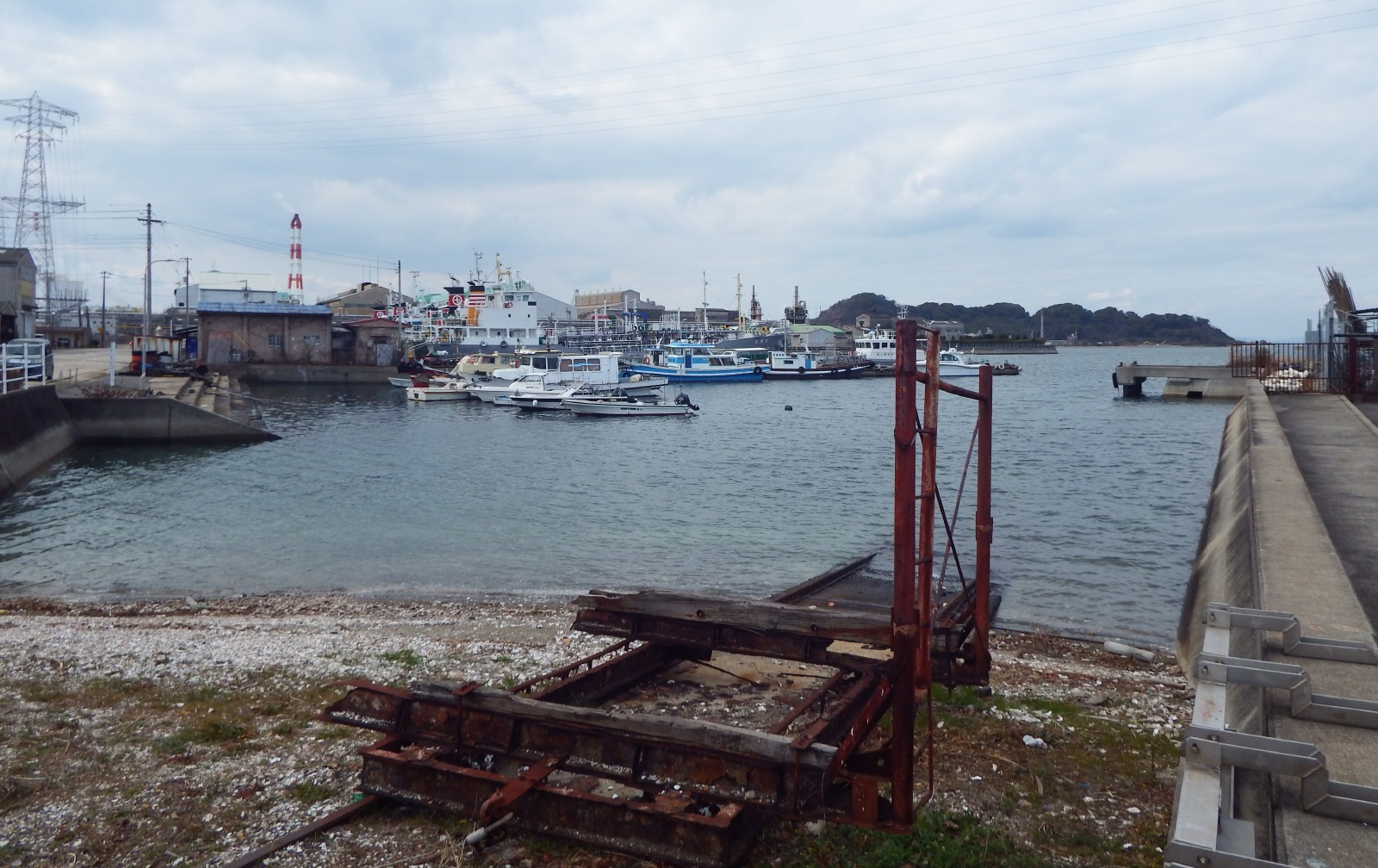
本港を南側より
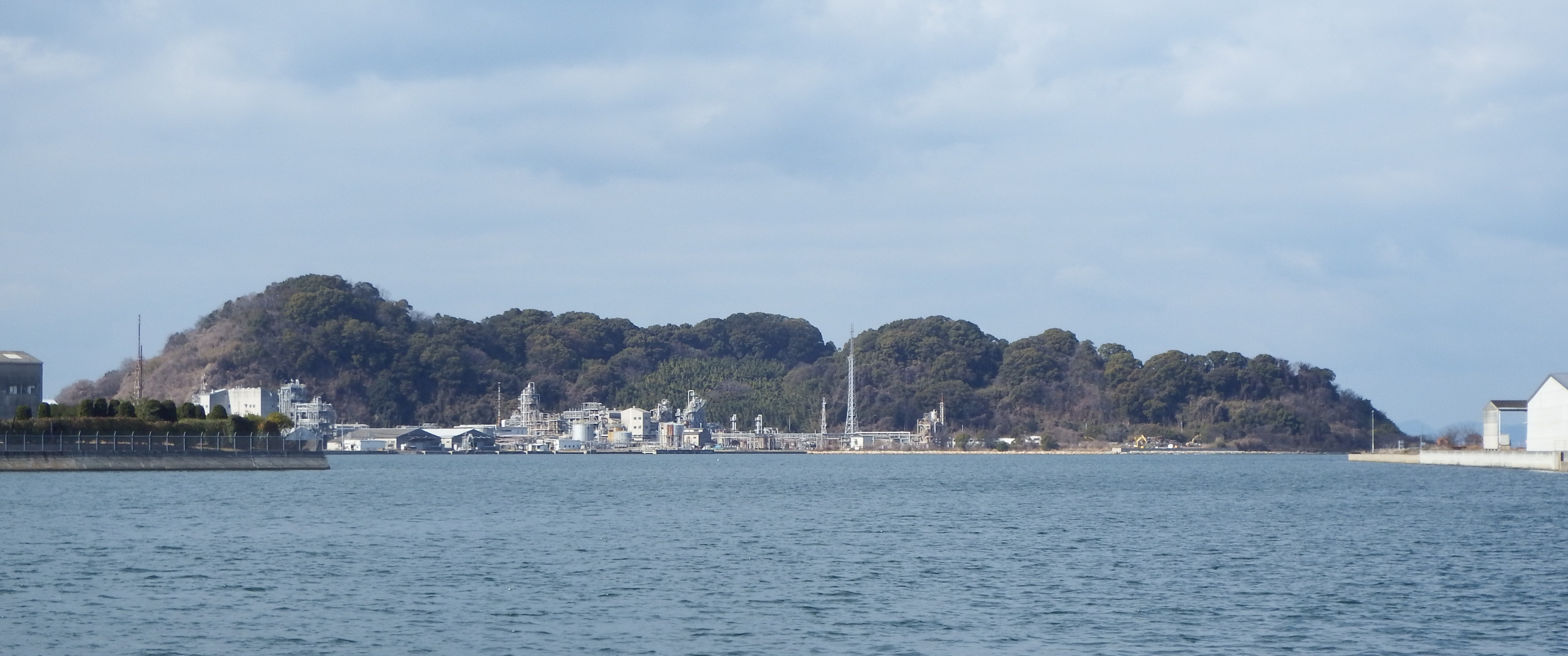
御代島を東側より

- 大江第1 - 7岸壁
- 菊本第1 - 9岸壁
- 住友重機械岸壁
- 内港第1 - 4物揚場
- 新居浜第1 - 16岸壁
- 東須賀第1 - 3物揚場
- 別子第1 - 10岸壁

一般旅客航路
- 住鉱物流（原則、関係者以外乗船不可）
  - － 四阪島

- 本港
- 本港にある運河、口屋カナル
- 本港を南側より
- 御代島を東側より

### 東港

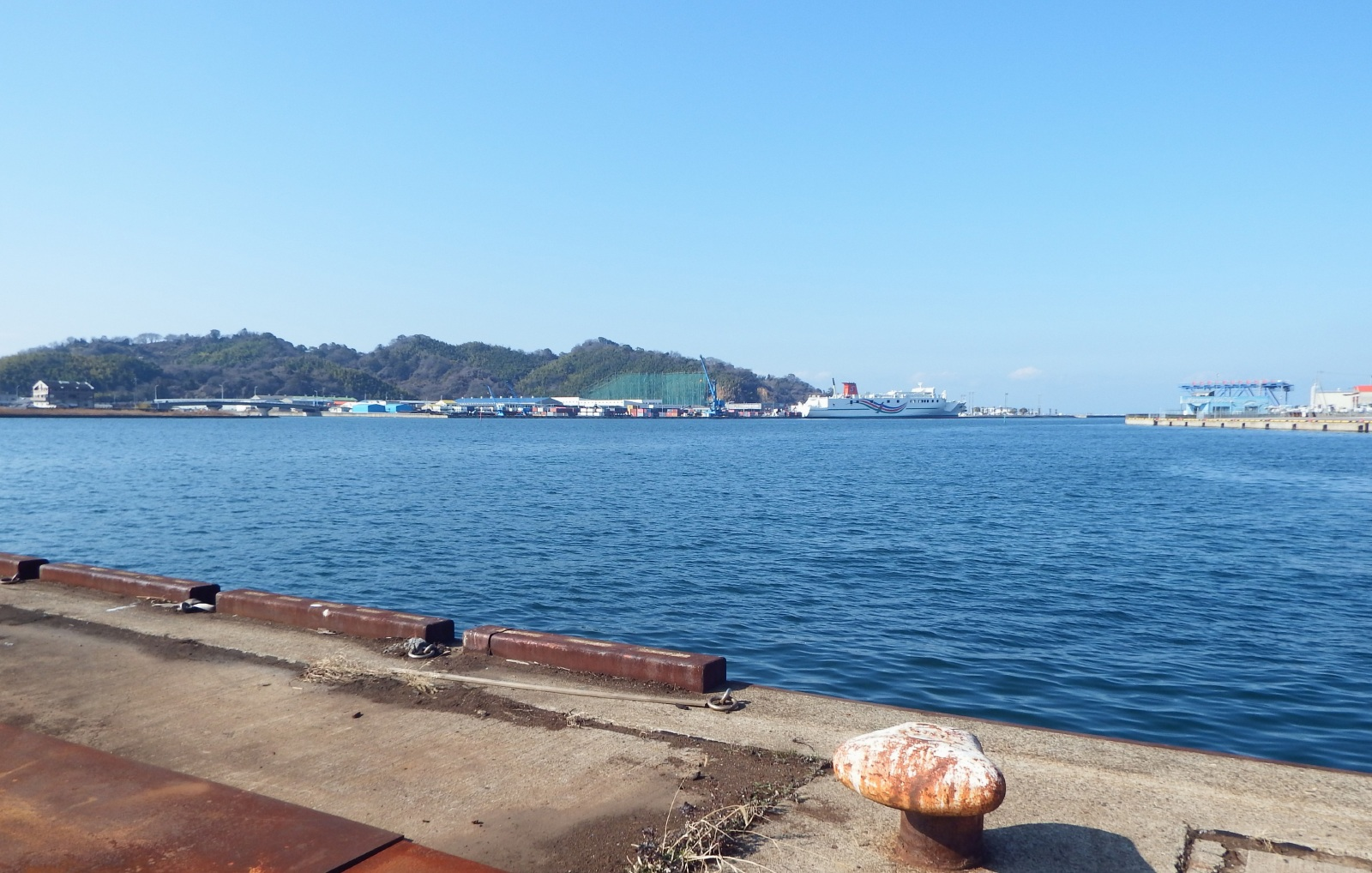
新居浜港東港

垣生 - 多喜浜地区をいう。江戸時代から日本屈指の塩田として栄えた多喜浜塩田の跡地を埋立整備した、東部工業団地の臨海部地域に整備された港湾である。製造、流通、卸売などの事業所が多数立地しており、新居浜市の海上、陸上物流の拠点を担う。また、阪神へ定期旅客航路旅客を有し、船舶乗降人員は年間20万人を超える。1990年代には、海洋レクリエーション需要に応えるかたちで、フェリーターミナル付近に新居浜マリーナが整備され、市民生活に根ざした重要な拠点として新居浜市経済を支えている。マリーナはにいはま海の駅として海の駅に登録していて、さらに2018年（平成30年）7月1日にはマリーナ一帯をみなとオアシスに登録し、マリーナのクラブハウスを代表施設とするみなとオアシス　マリンパーク新居浜として交流拠点ともなっている。

#### 主要設備
- 新居浜東港フェリーターミナル（垣生第1岸壁）
- 垣生第2 - 4岸壁 (垣生第2岸壁にクルーズ客船が入出港する[1]。)
- 多喜浜第1 - 3岸壁
- ヤスハラケミカル岸壁

#### 一般旅客航路

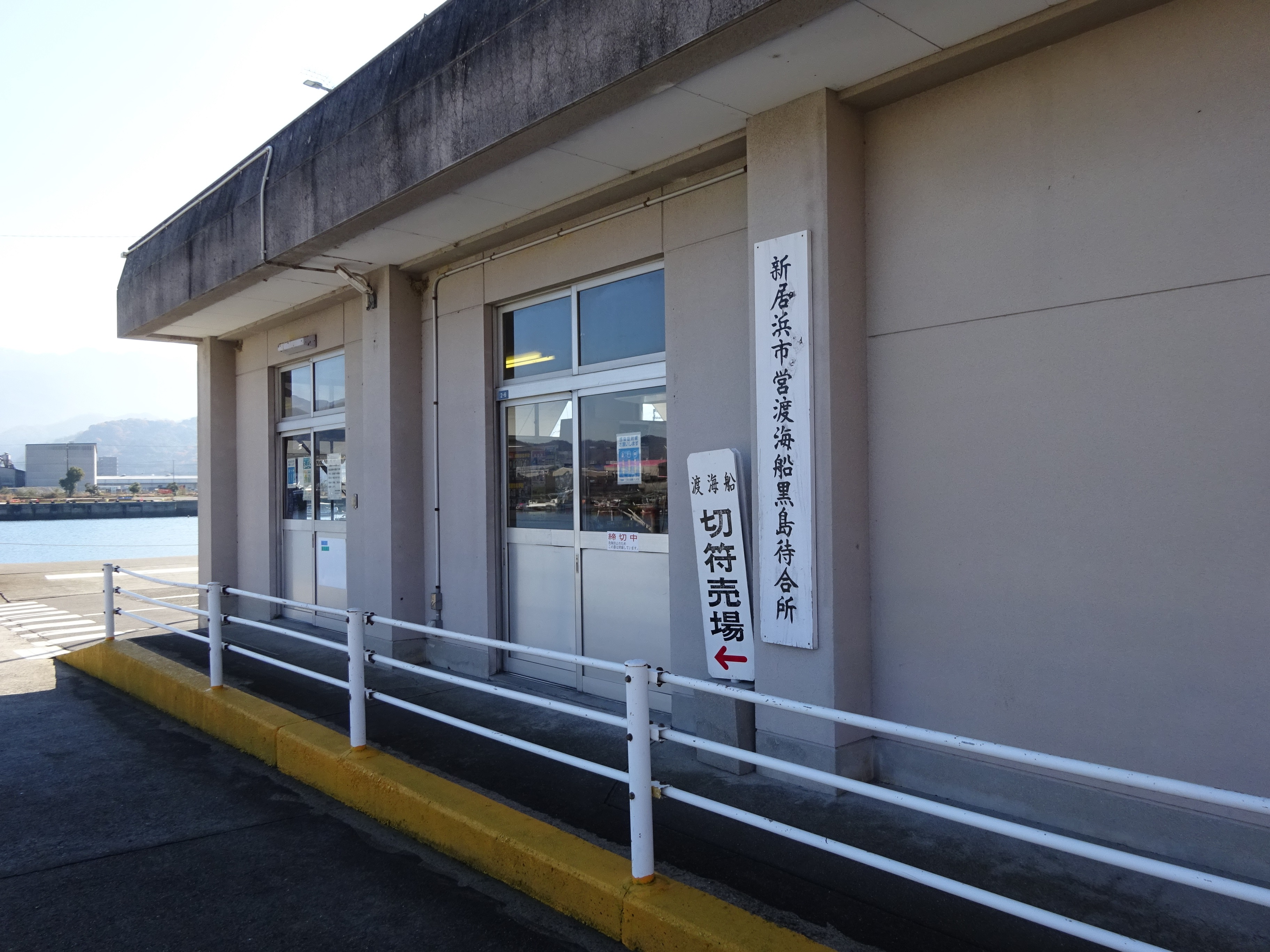
新居浜市営渡海船黒島待合所

新居浜東港フェリーターミナルに神戸方面への四国オレンジフェリーの航路が乗り入れる。このほかにも、川之江港に寄港し神戸港へ向かう四国中央フェリーボート（バンパックフェリー）が乗り入れていたが、明石海峡大橋開通により廃止された。また、2社共に大阪南港への航路が運航されていた時期があったが、2012年のオレンジフェリー減便に伴い、新居浜東港発着の大阪航路は廃止されている。無料の連絡バスは存在せず、バス路線もないため、アクセスは不便である。(JR多喜浜駅まで徒歩20分ほど)
- 四国オレンジフェリー
  - - 神戸港

### 黒島港

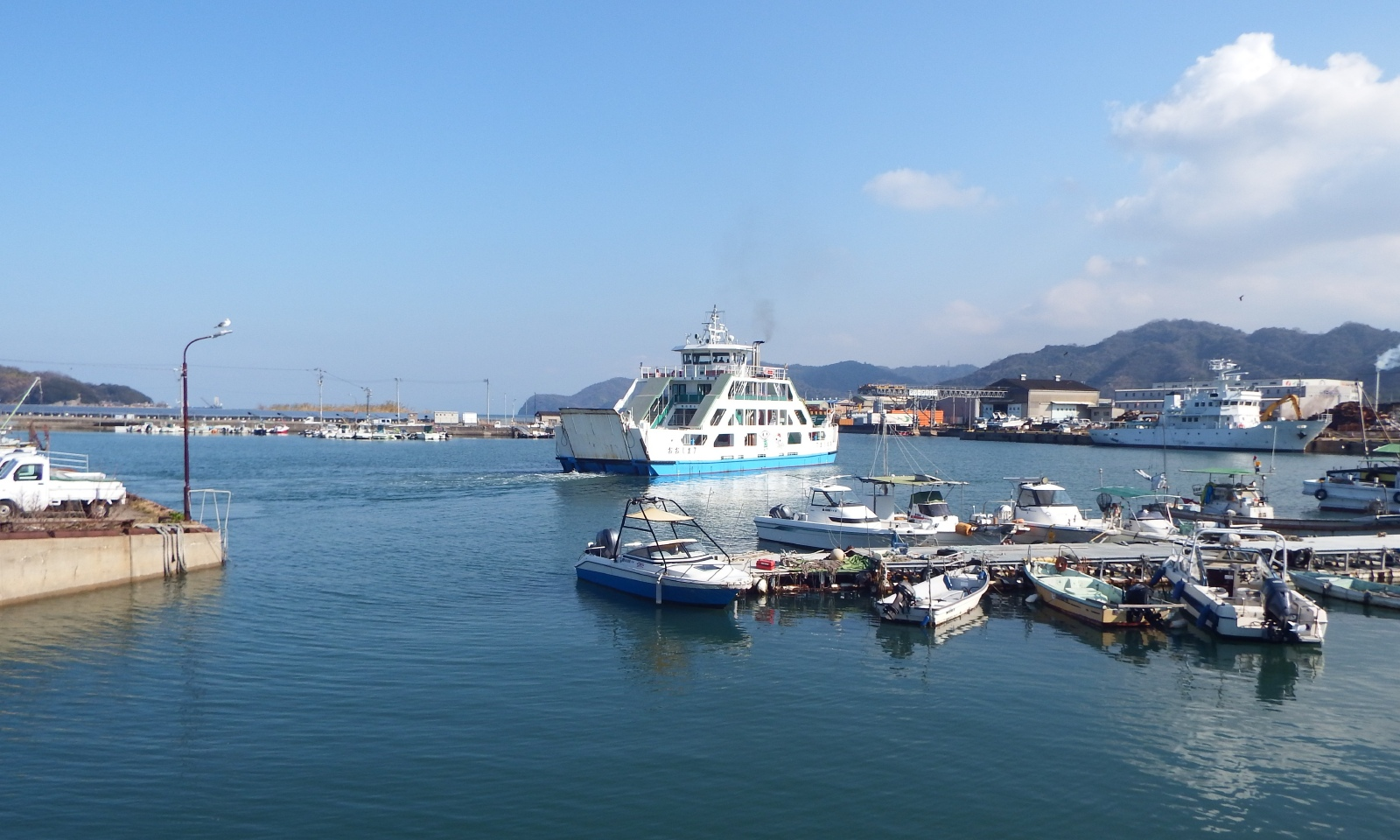
新居浜黒島港

かつては離島であったが、干拓により陸続きとなった、市内北東部の黒島地区を指す。東港の一部として扱われることがあり、東港同様、付近に製造、流通、卸売などの事業所が多数立地している。北側には黒島海浜公園が広大に広がっている。

#### 主要設備
- 黒島第2物揚場

#### 一般旅客航路
- 新居浜市営渡海船
  - - 新居大島

## 歴史

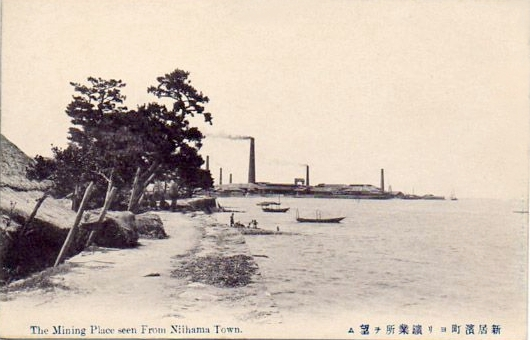
昭和初期の大規模港湾整備以前の新居浜港地区。背後の煙突は惣開精錬所。

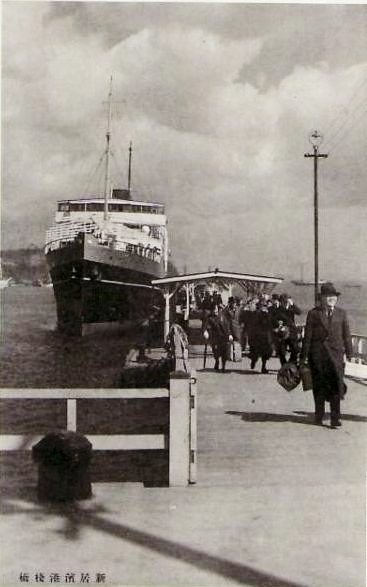
戦前の新居浜港桟橋

新居浜港の一帯は、かつては愛媛県東部の一漁村に過ぎず、僅かに尻無川の河口付近に木船が数隻停泊できる程度の港であった。1691年（元禄4年）に住友家による別子銅山開坑以来、その産銅をはじめ需要物資の海陸運輸の中継港として繁栄の歴史を歩み始める。
明治以降、別子銅山を中核として、住友系の企業があいついで立地したことにより、工業港として港勢は著しい発展をみた。
太平洋戦争後、港勢は日本経済の復興、発展とともに順調に伸張し、四国有数の工業港となり、1948年に貿易港に指定され、1951年には重要港湾に指定された。さらに、1953年には港務局が設立され、公共埠頭が造成整備されるなど、従来の住友系企業の私港的性格から脱皮した近代港湾としての体制を整えた。以後、住友グループと新居浜市とが共同で港湾整備を進めてきた。
その後、1964年 に新居浜市を含む東予地区が新産業都市に指定され、新居浜港はその中核として開発されることとなり、港湾諸施設の整備が進んだ。港湾整備計画に基づき、1966年に東港地区追加による区域拡張、1969年には磯浦地区が東予港東港地区として東予港に編入された。
東港においてはフェリー岸壁（-7.5m）の整備を進め、1988年には阪神との間にカーフェリー航路が開設されている。また、東港においては近年の余暇時間の増大に伴うレクリエーション需要に対応し、新居浜マリーナが完成している。
こうした経緯から、新居浜本港は住友グループの工業港、東港は工業港プラス、レクリエーション港の性格を帯びている。
- 1879年（明治12年）：完成。
- 1886年（明治19年）：大阪商船（現:商船三井）寄港開始。
- 1933年（昭和8年）：新居浜築港事業計画による大規模港湾整備着工。
- 1939年（昭和14年）同計画完成。
- 1948年（昭和23年）1月：開港、貿易港に指定される。
- 1948年（昭和23年）1月：神戸税関新居浜支所開設。
- 1951年（昭和26年）：重要港湾に指定される。
- 1953年（昭和28年）12月1日：新居浜港湾局発足。
- 1964年（昭和39年）1月：東予地区が新産業都市に指定される。
- 1966年（昭和41年）：東港地区が追加される。
- 1969年（昭和44年）：磯浦地区が東予港に編入される。
- 1973年（昭和48年）：バンパックフェリー就航。
- 1980年（昭和55年）9月：東港多喜浜岸壁供用開始。
- 1982年（昭和57年）4月：東港多喜浜岸壁に貨物定期航路就航。
- 1988年（昭和63年）4月：東港に四国オレンジフェリー就航。
- 1996年（平成8年）4月：新居浜マリーナ供用開始。
- 1998年（平成10年）：バンパックフェリー廃止。

## 新居浜港各所の灯台

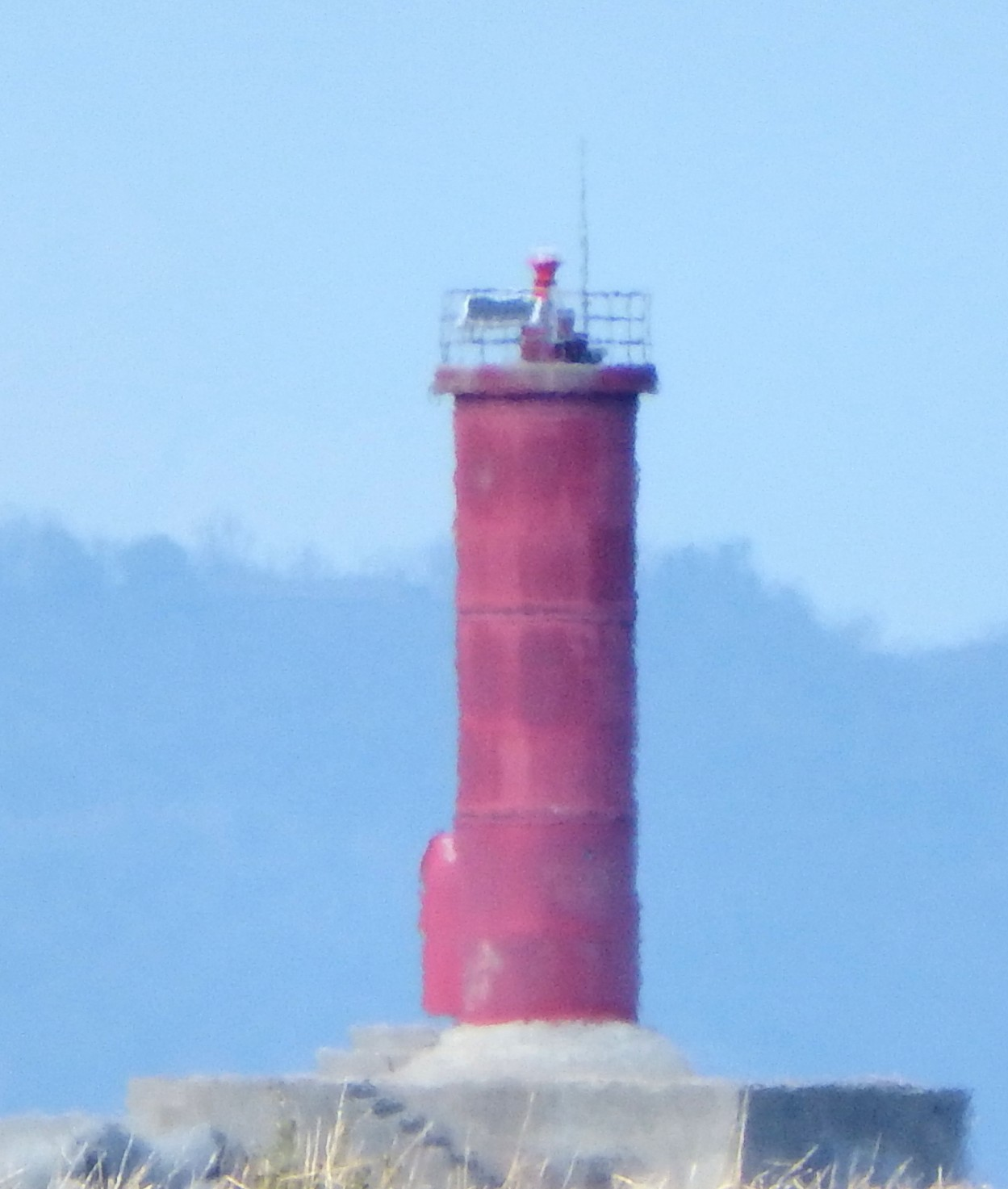
本港の赤灯台
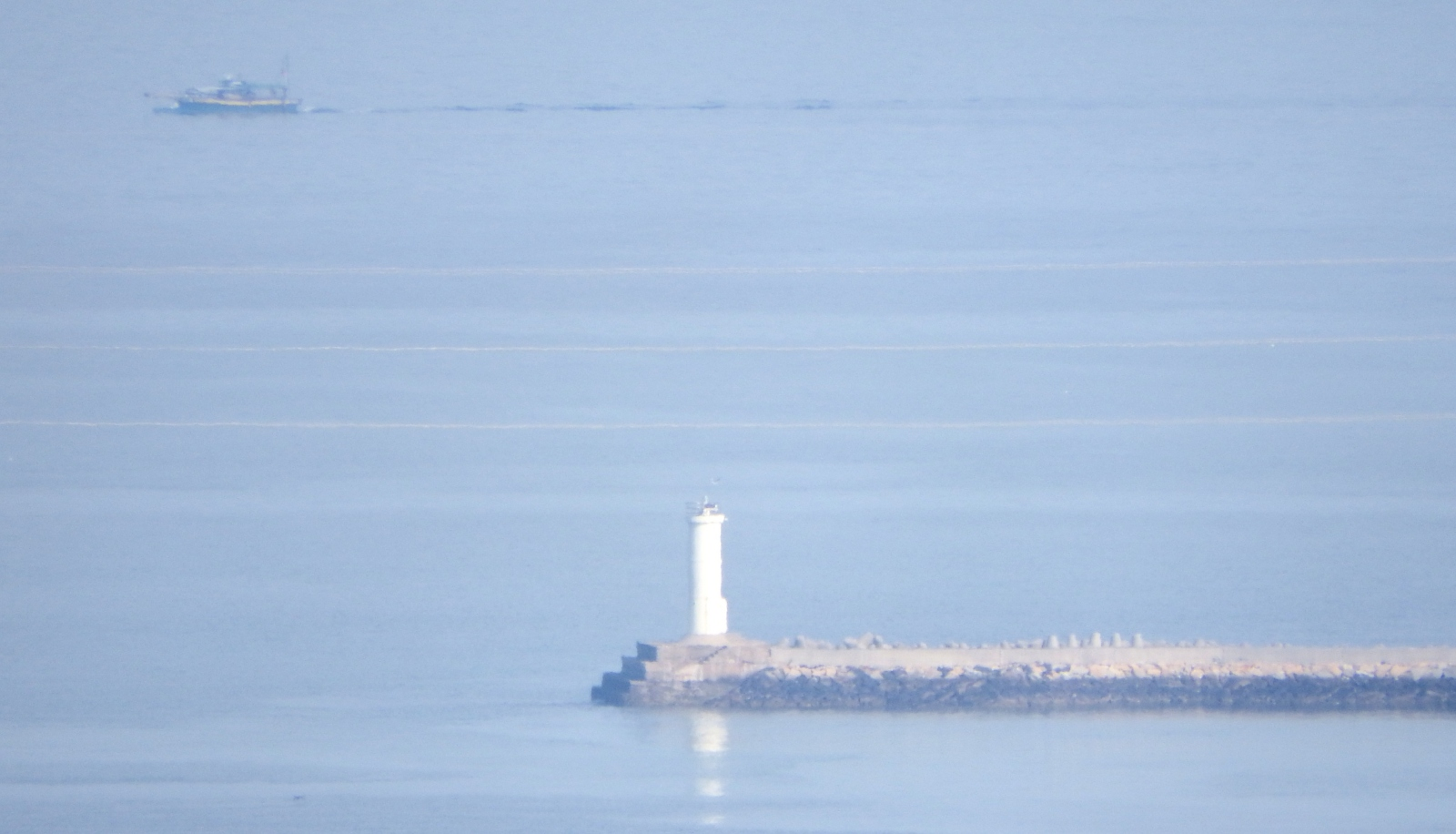
本港の白灯台
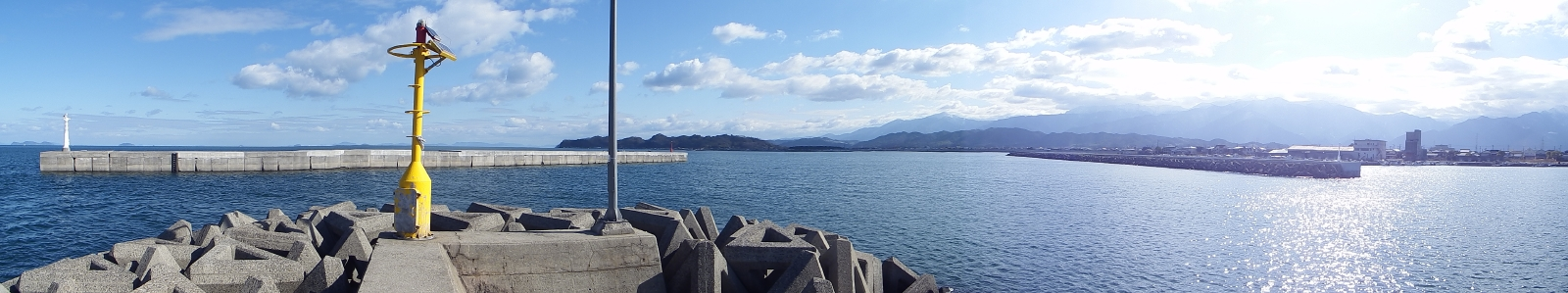
沢津漁港の白灯台（左端）[4] と灯柱3基
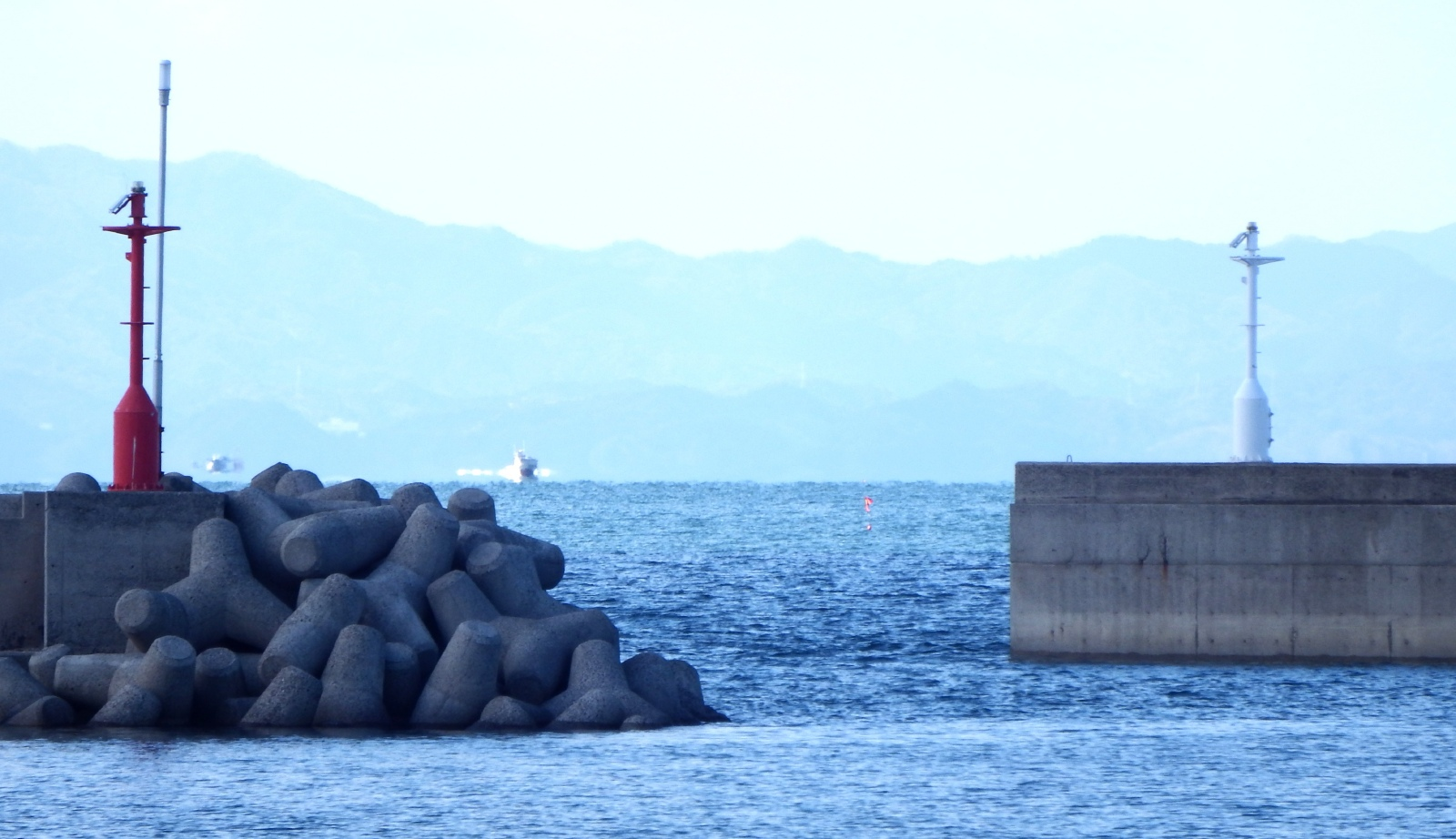
垣生漁港の灯柱2基
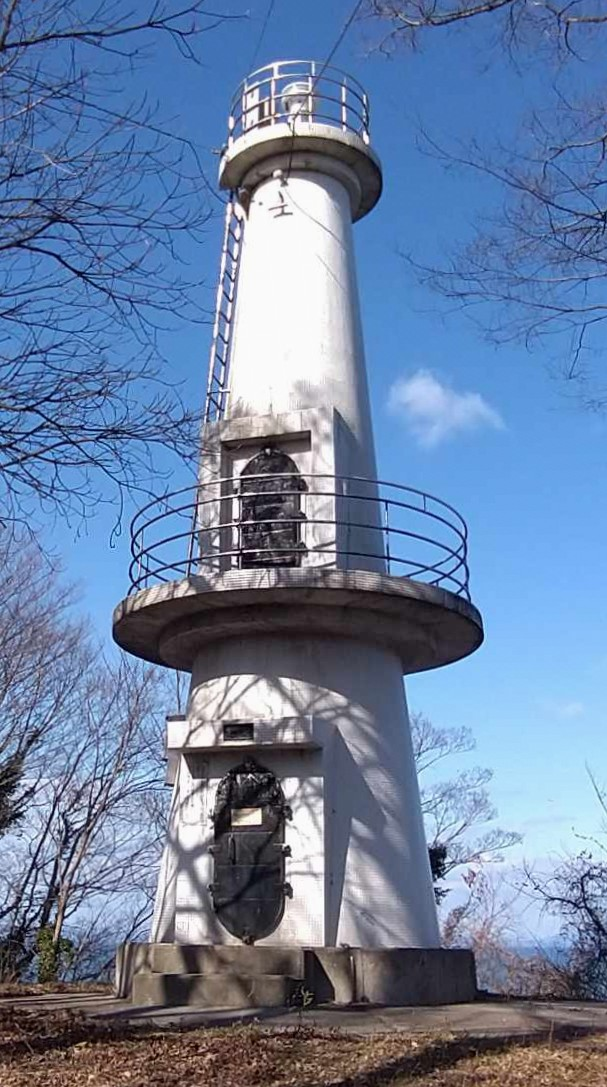
弁天灯台（新居浜市唯一の沿岸灯台）
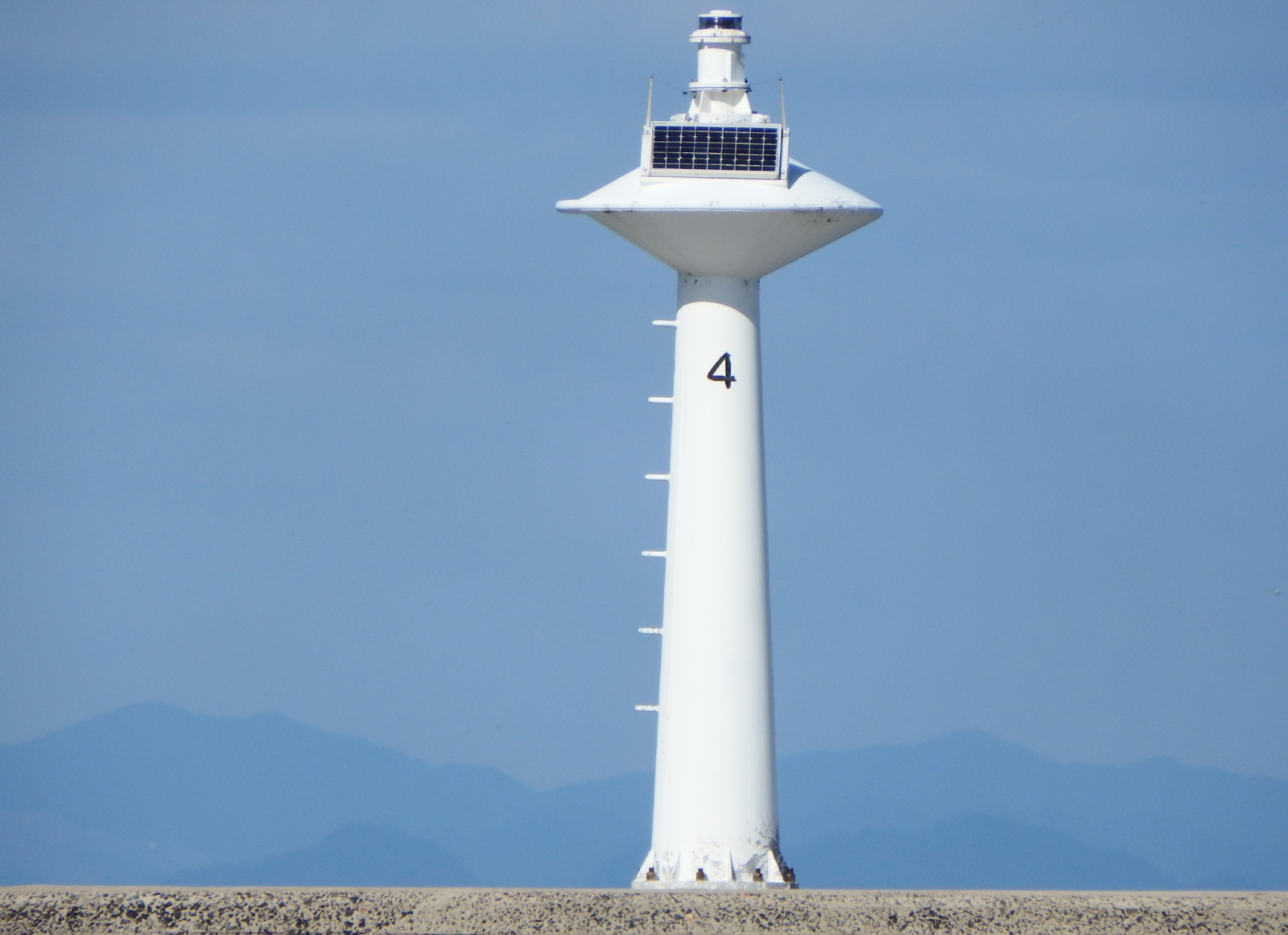
マリーナ白灯柱（西側）
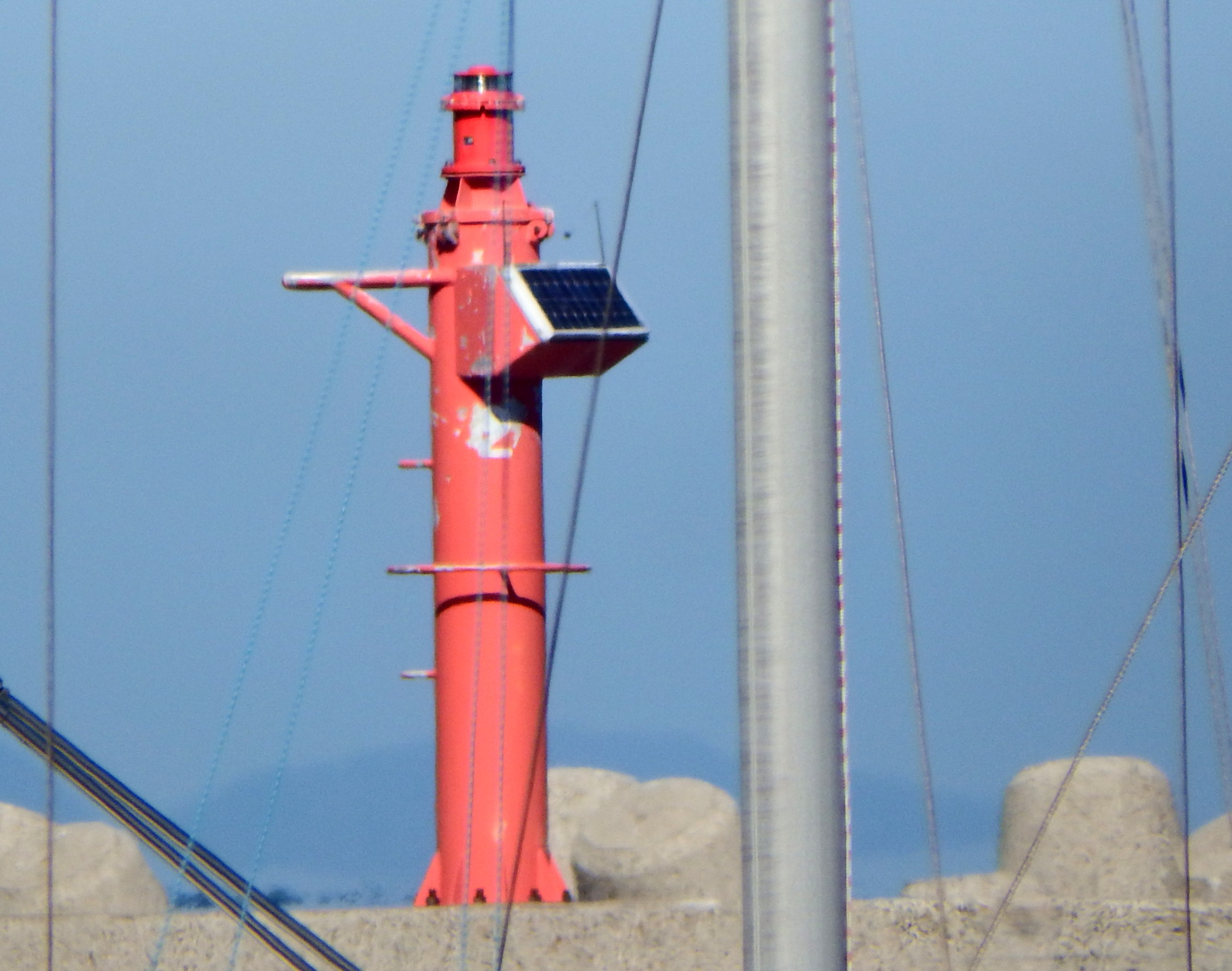
マリーナ赤灯柱
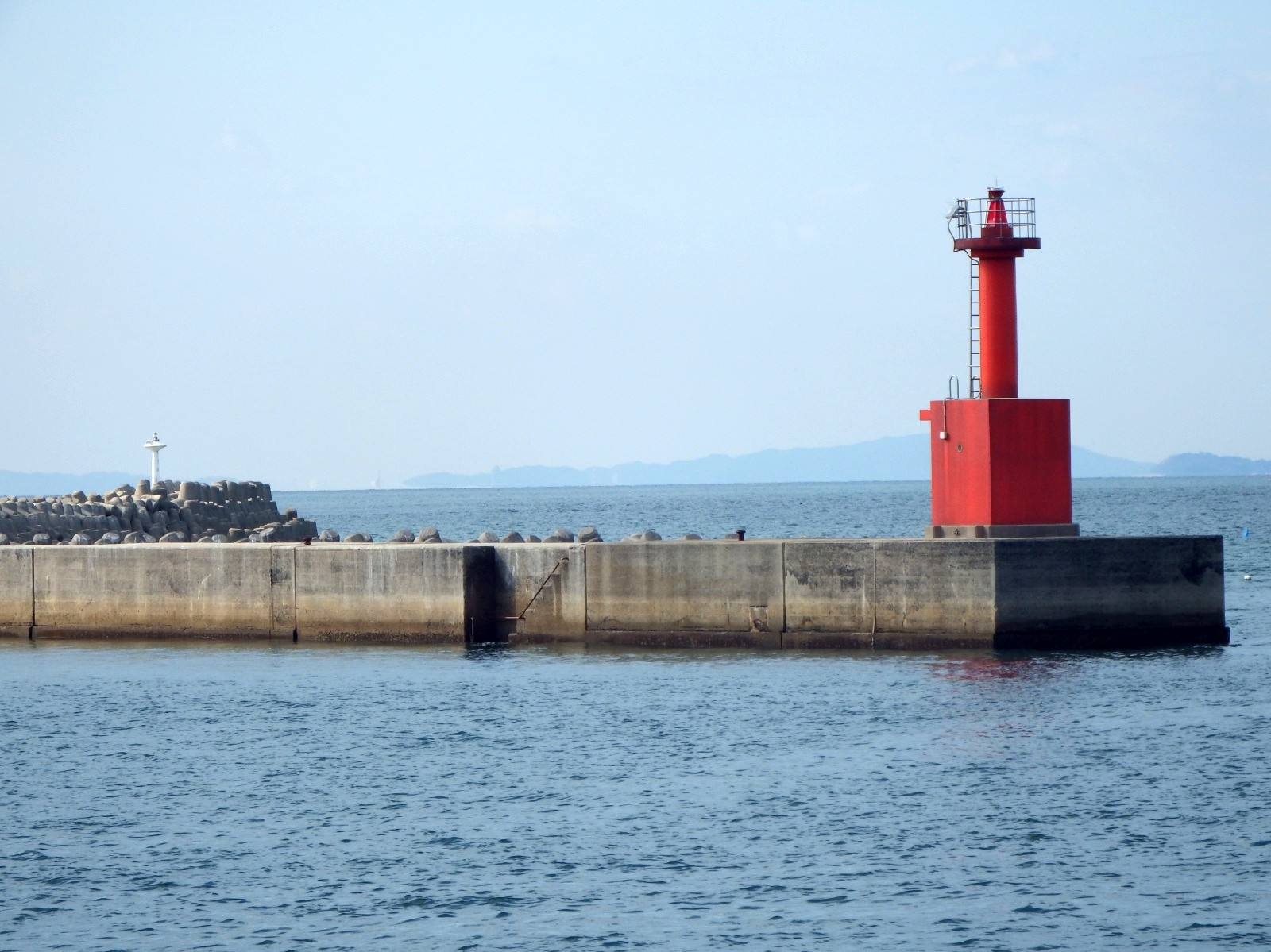
マリーナ白灯柱（東側）と東港の赤灯台
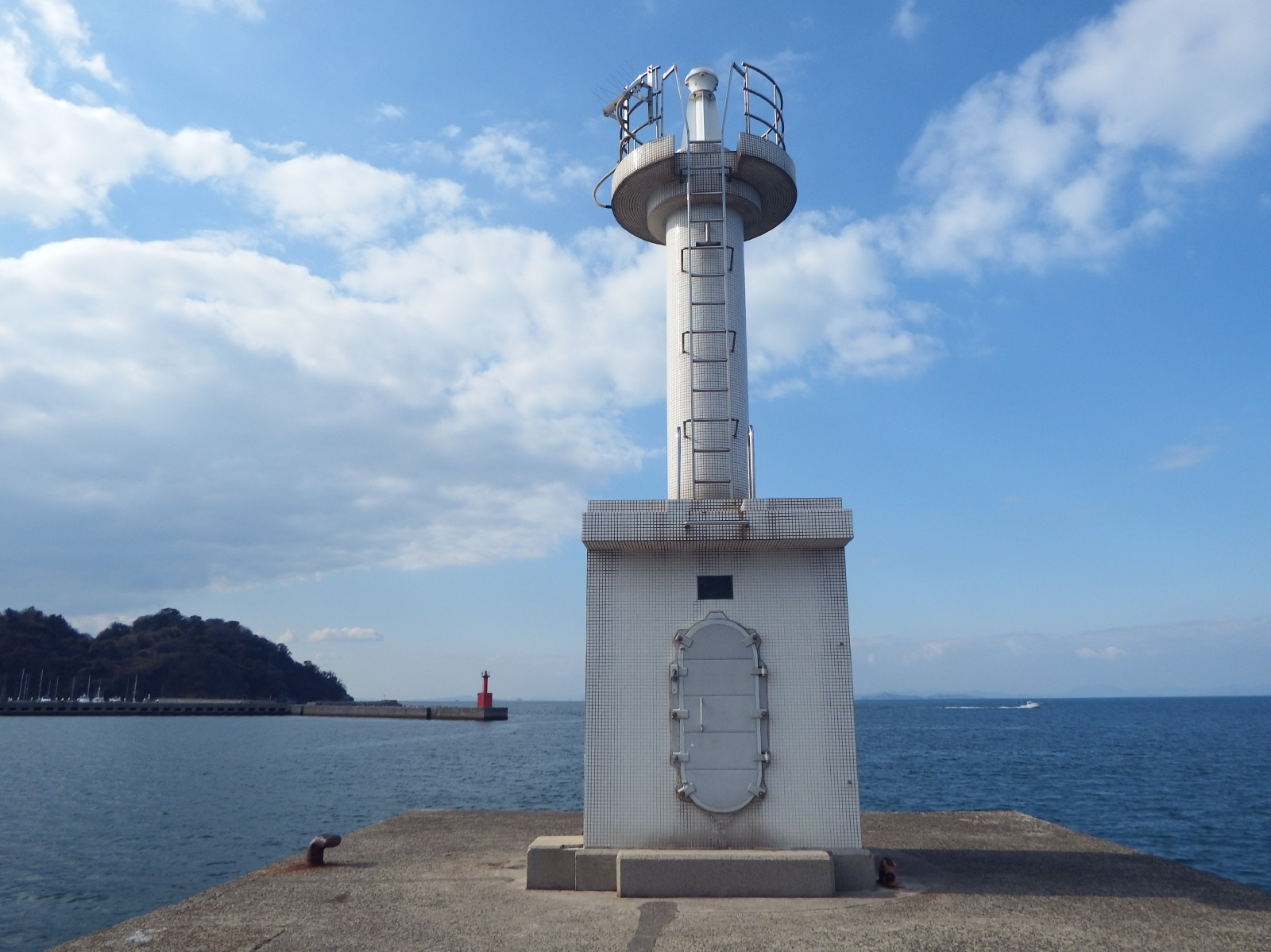
東港の白灯台
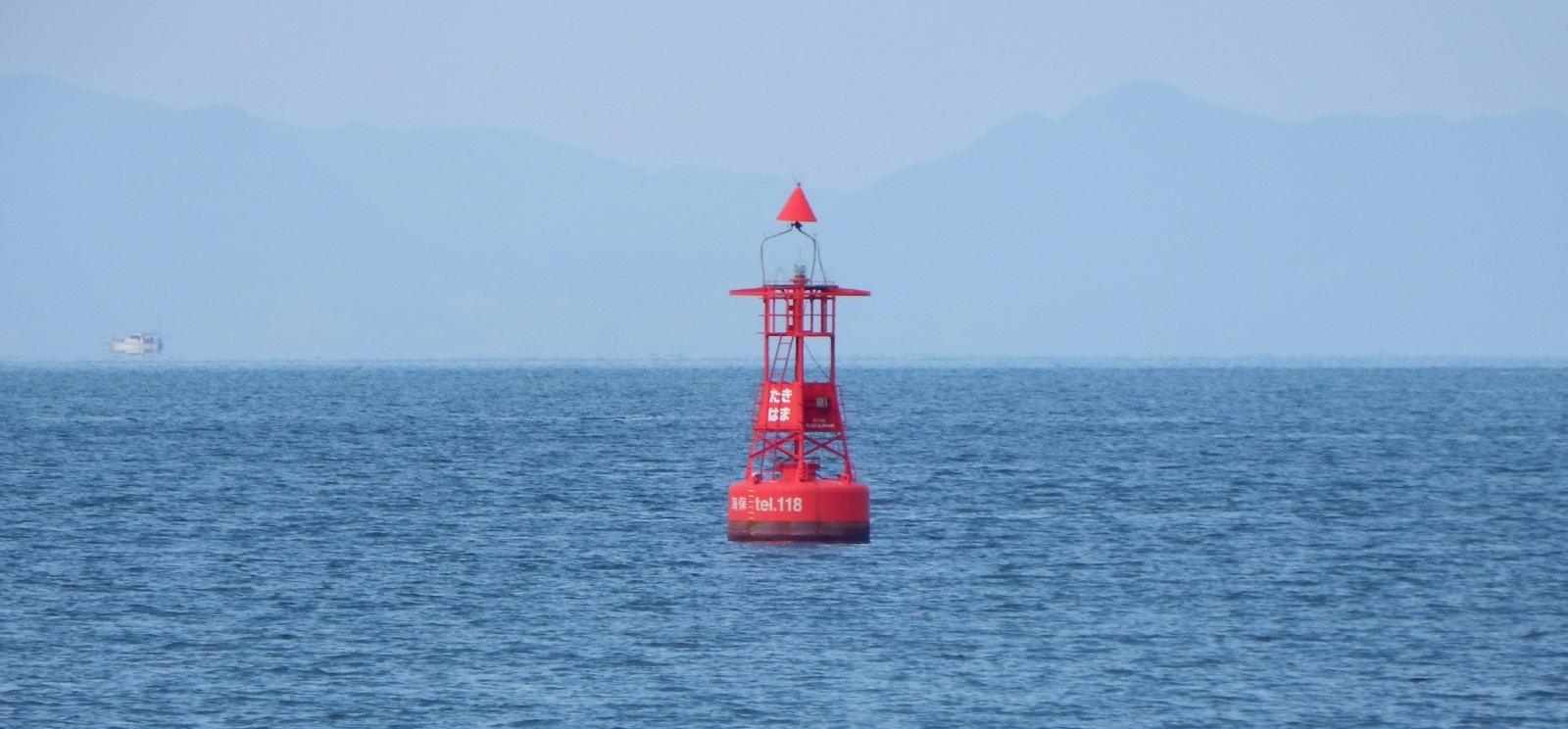
東港沖の灯浮標
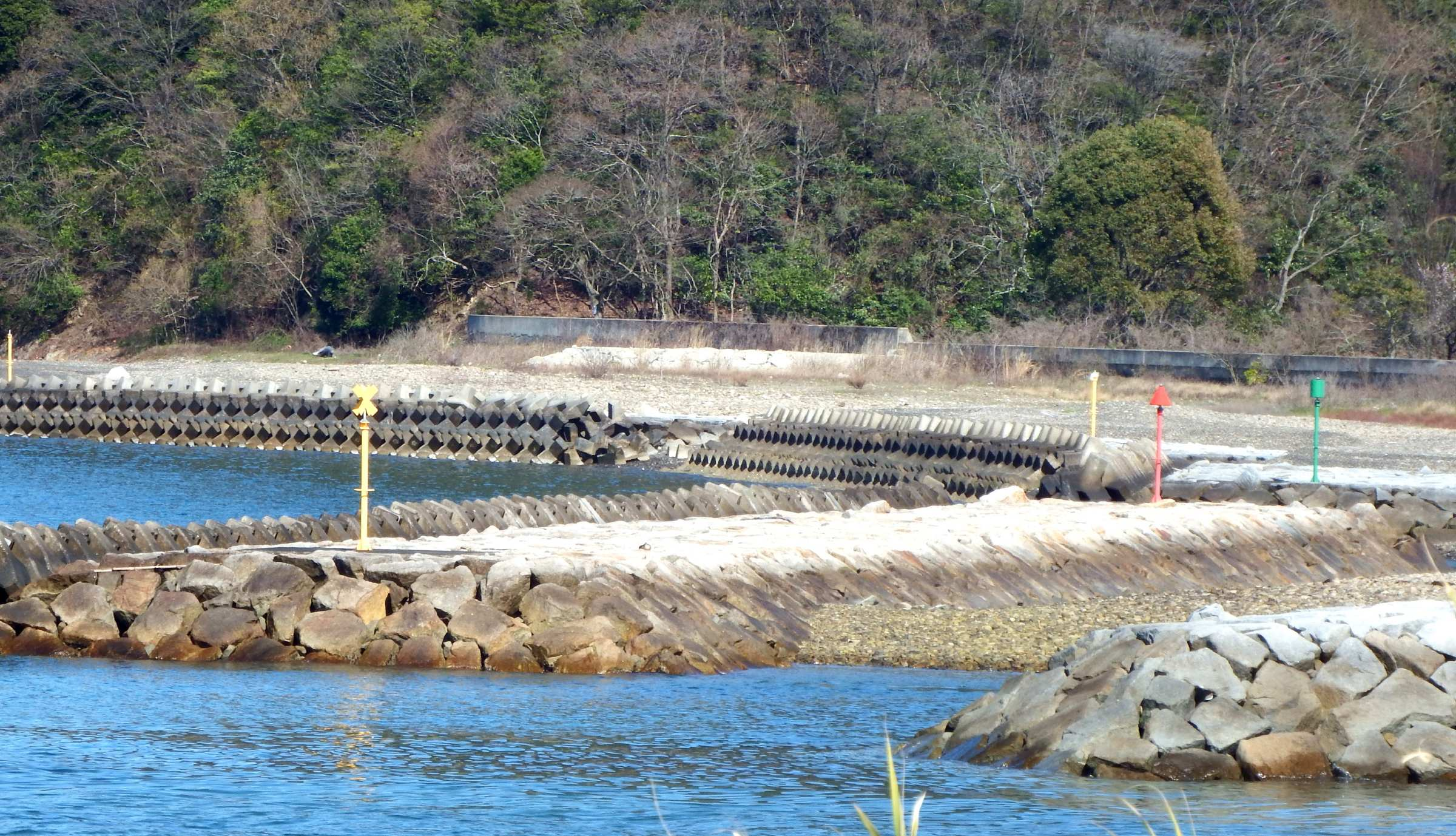
荷内海岸
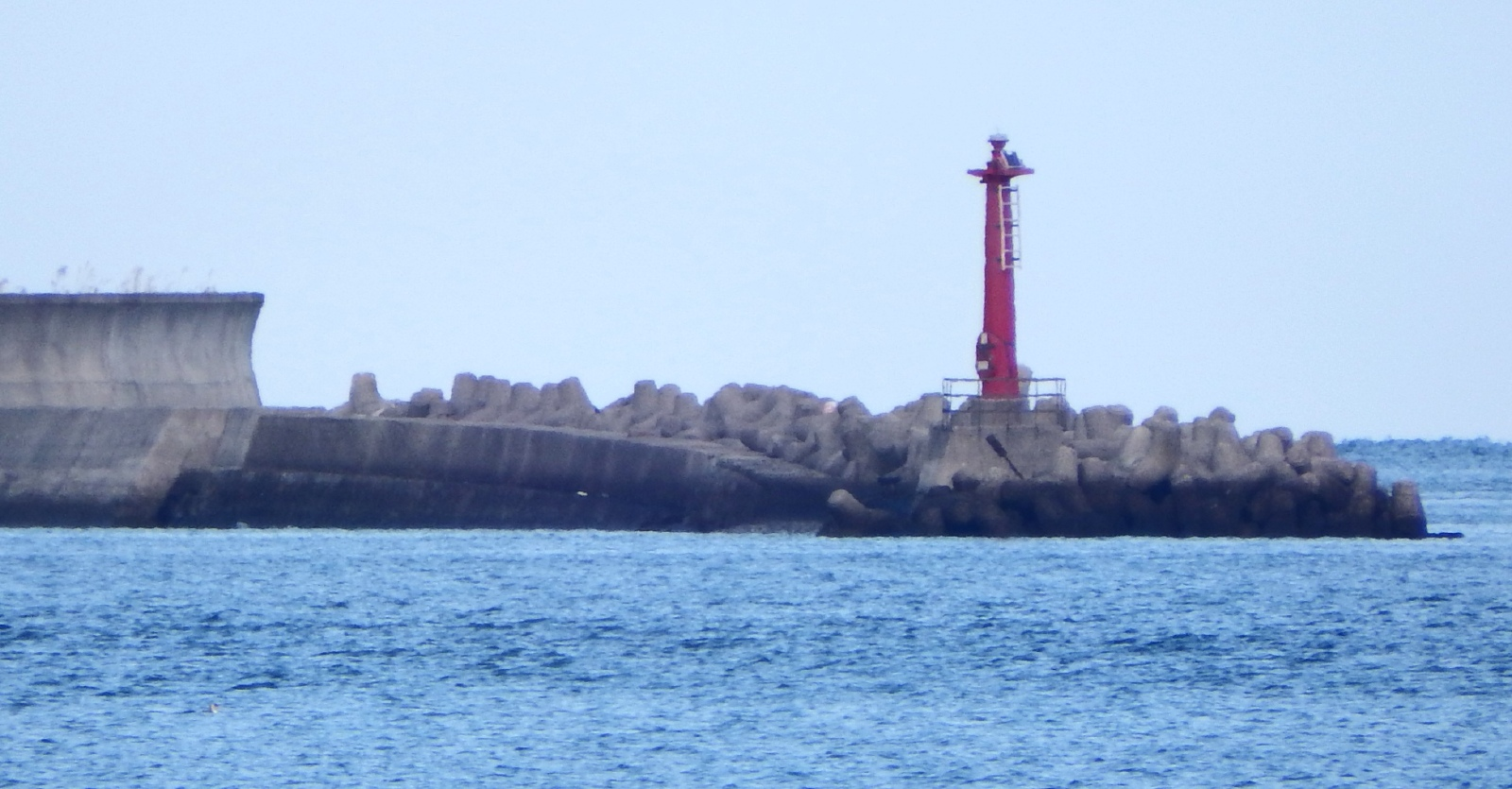
新居大島港の赤灯台
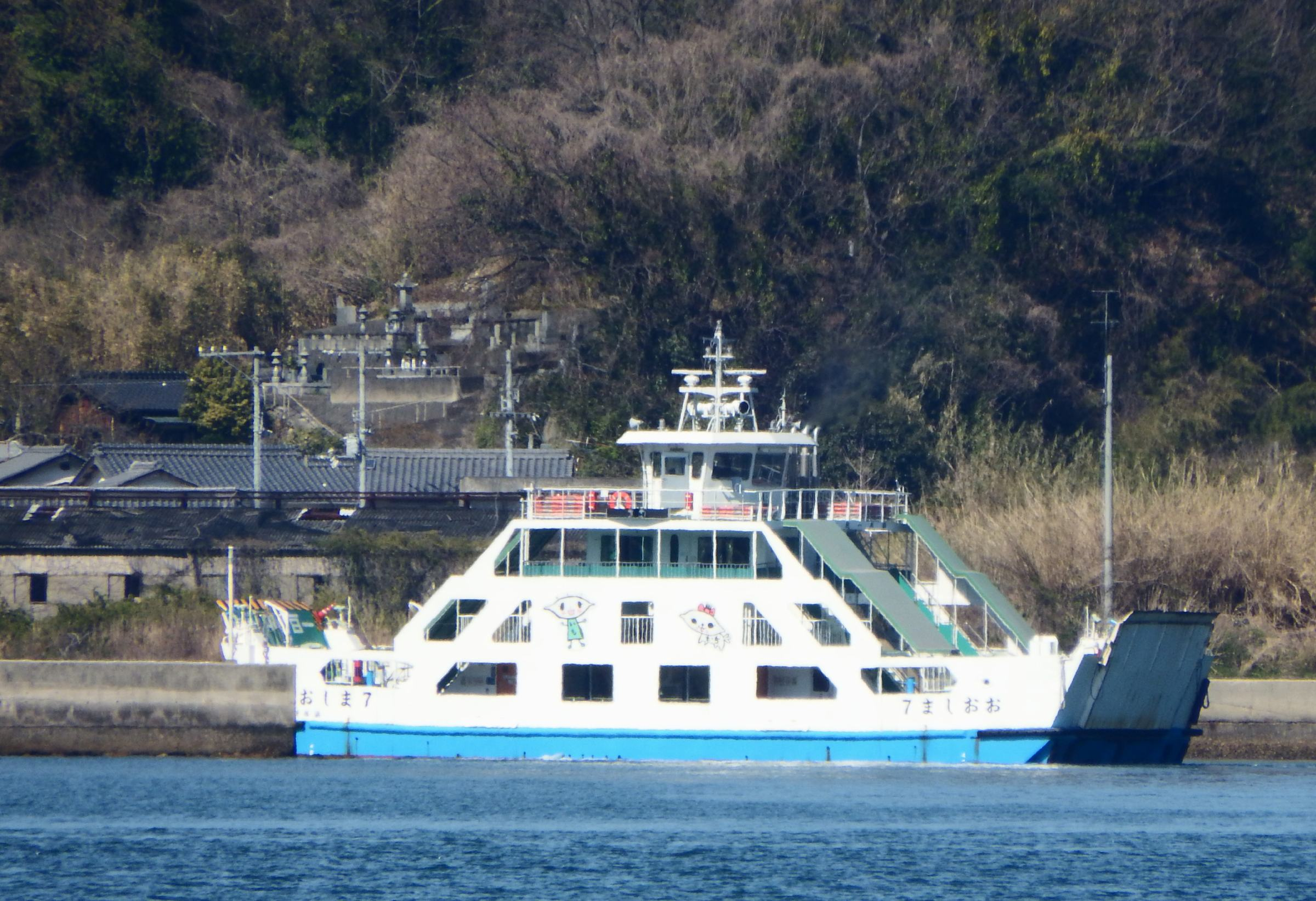
新居大島港の白灯柱
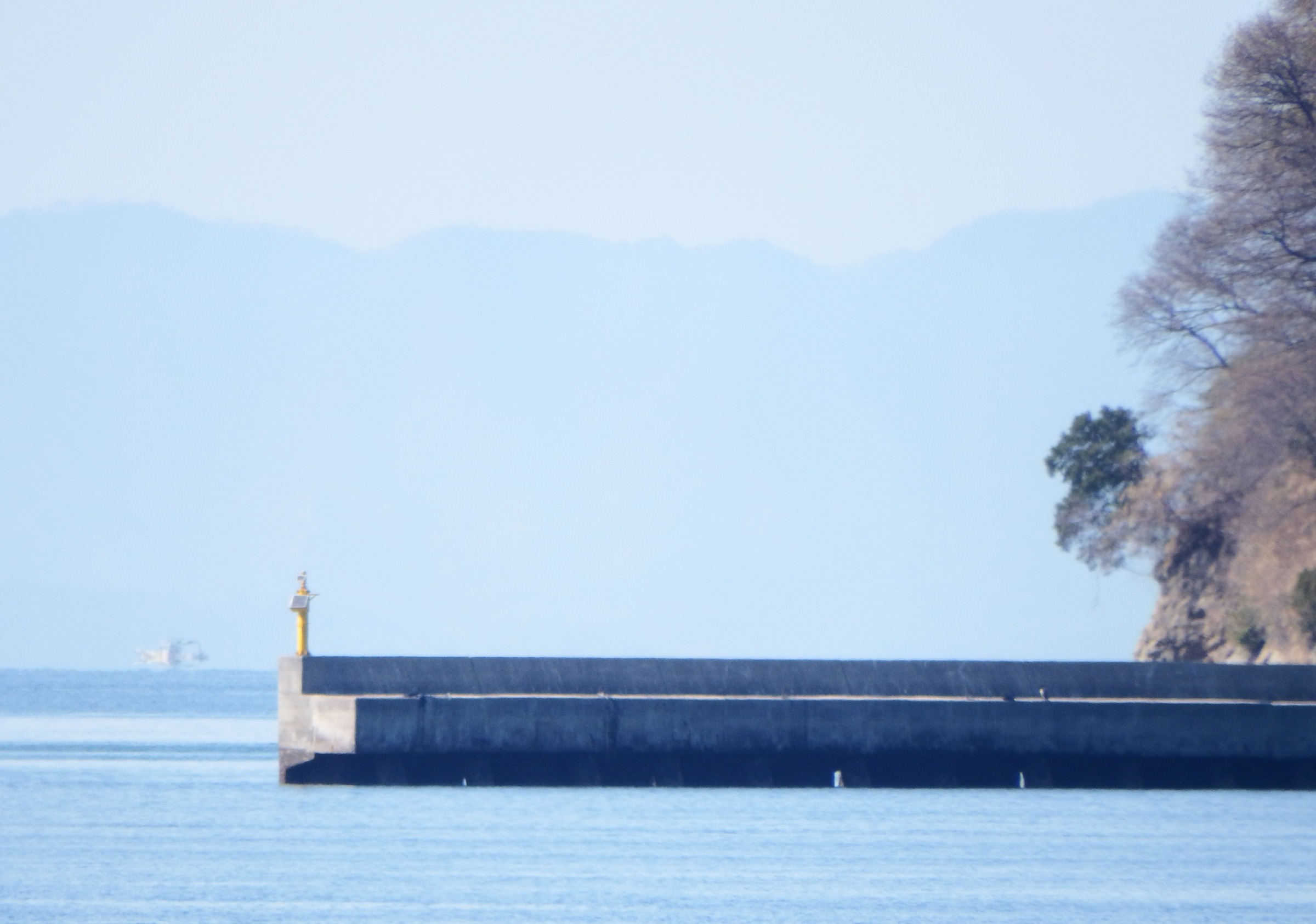
新居大島の西の黄灯柱
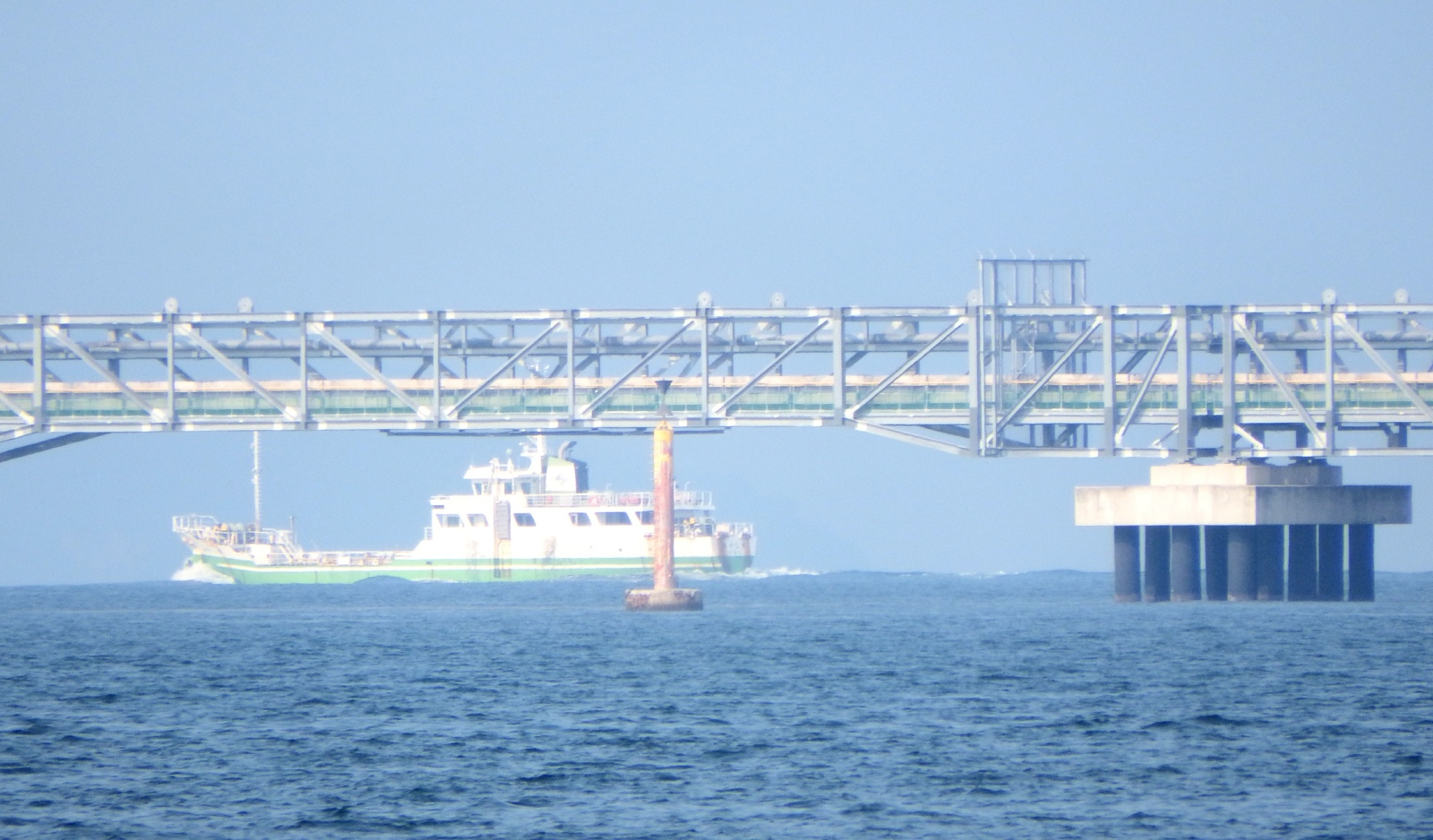
大磯立標
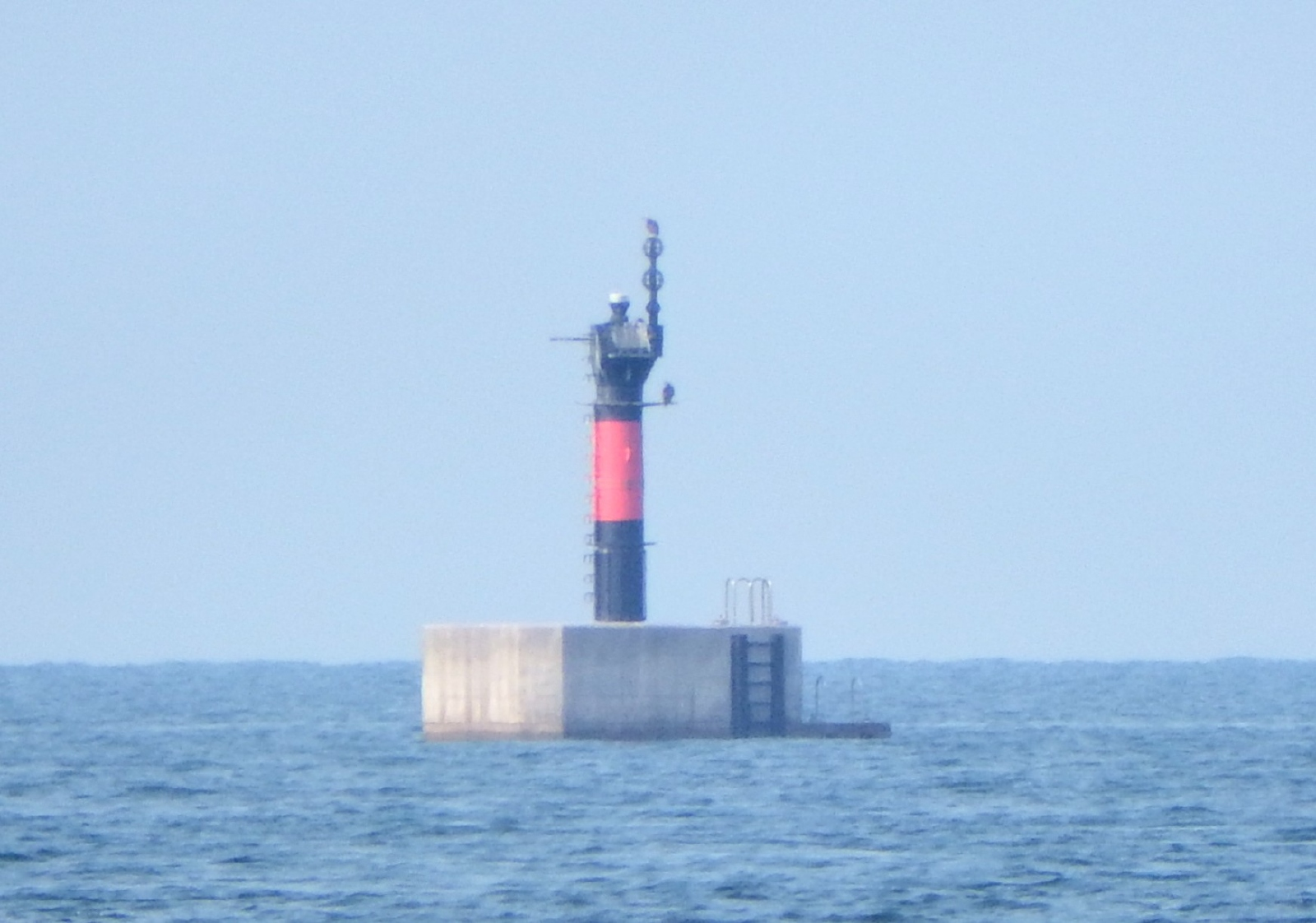
船上岩（ふながみいわ）灯標
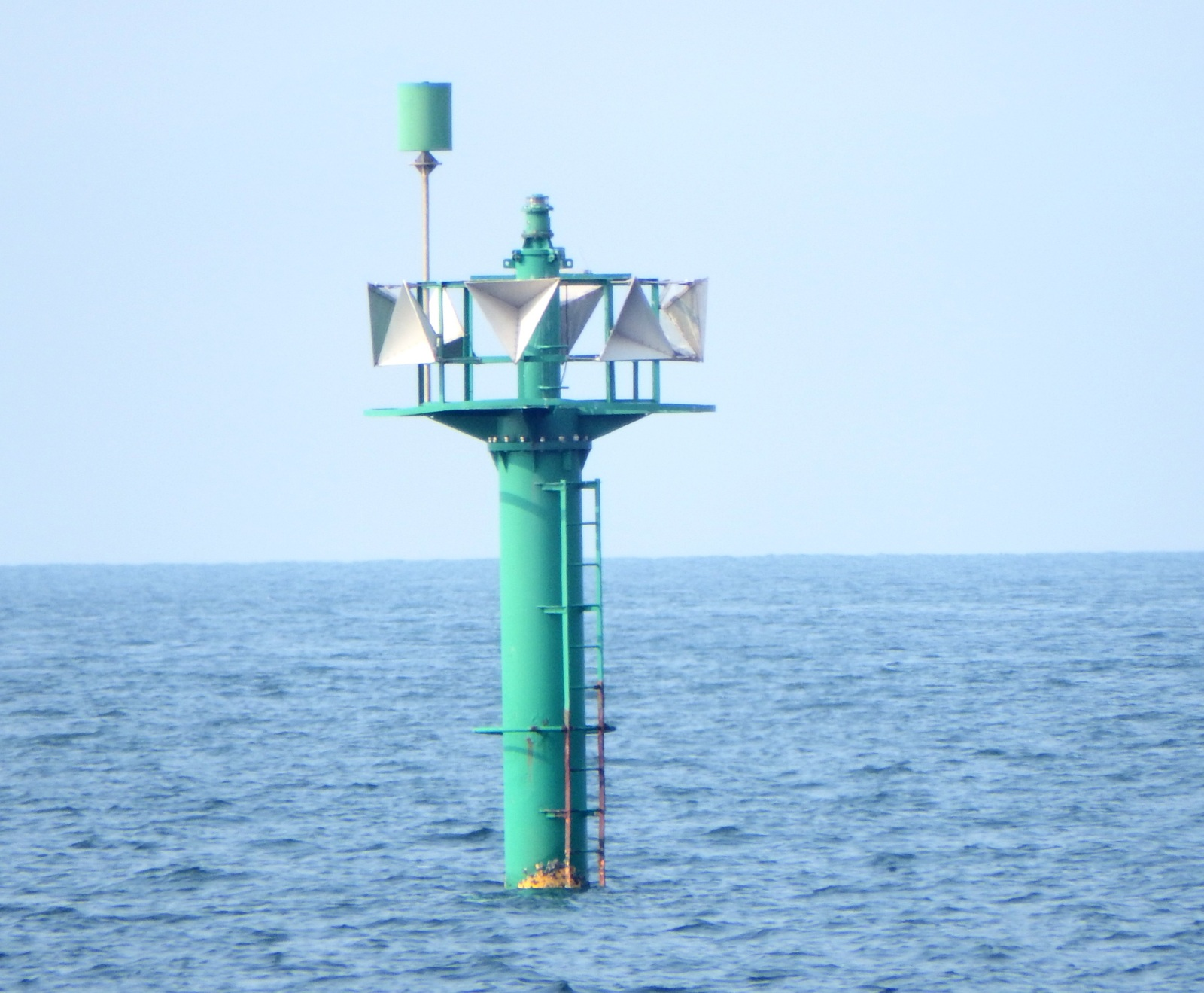
磯浦沖灯標1（船上岩灯標の南）
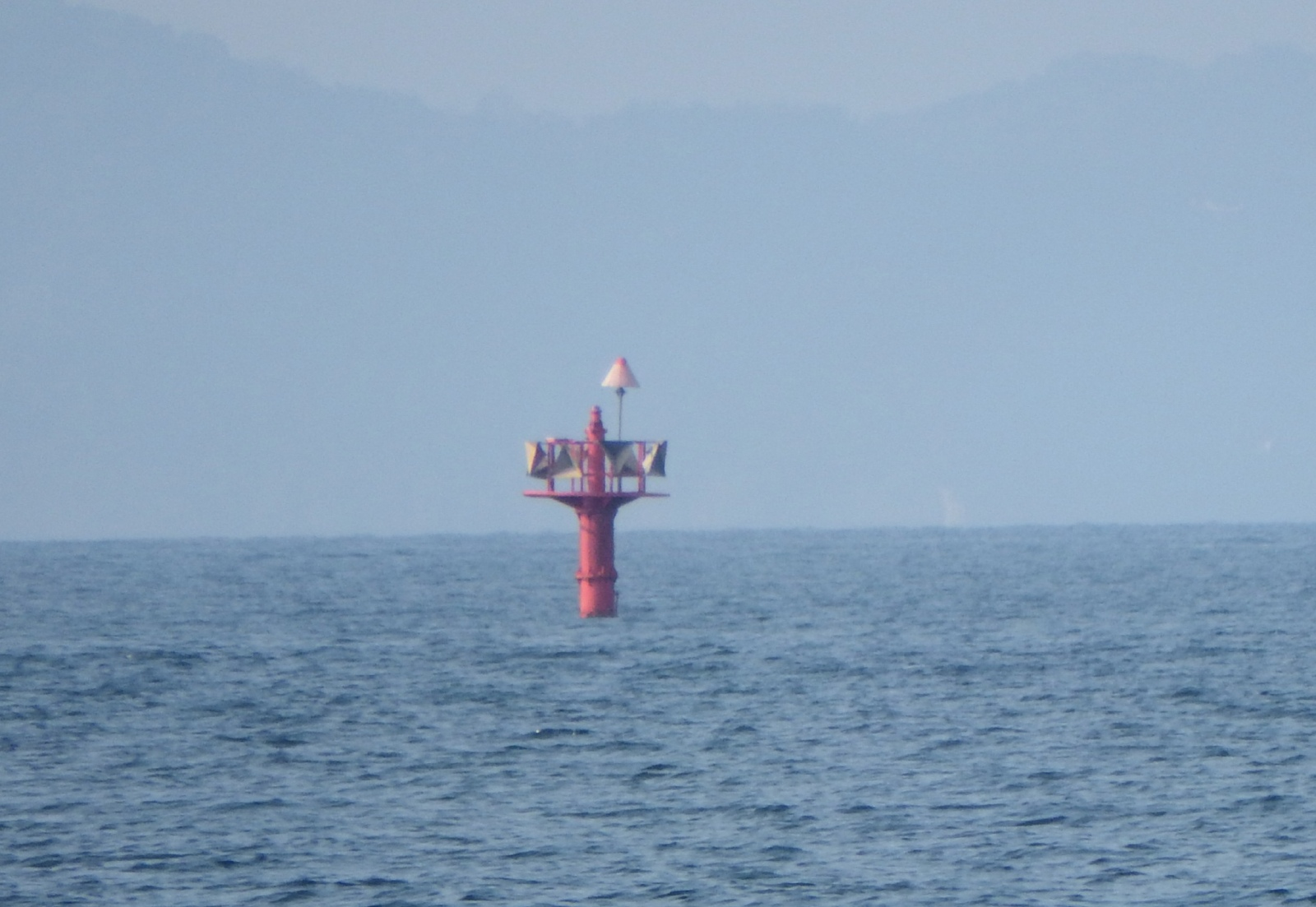
磯浦沖灯標2（船上岩灯標の西）